# Tantillulum molle
Tantillulum molle är en sjöpungsart som beskrevs av Monniot 1984. Tantillulum molle ingår i släktet Tantillulum, ordningen Enterogona, klassen sjöpungar, subfylumet manteldjur, fylumet ryggsträngsdjur och riket djur. Inga underarter finns listade i Catalogue of Life.